# Tubulipora
Tubulipora är ett släkte av mossdjur som beskrevs av Jean-Baptiste Lamarck 1816. Tubulipora ingår i familjen Tubuliporidae, ordningen Cyclostomatida, klassen Stenolaemata, fylumet mossdjur och riket djur.
Släktet Tubulipora indelas i:
- Tubulipora admiranda
- Tubulipora aliciae
- Tubulipora anderssoni
- Tubulipora aperta
- Tubulipora bocki
- Tubulipora borgi
- Tubulipora brasiliensis
- Tubulipora capitata
- Tubulipora carinata
- Tubulipora disposita
- Tubulipora duplicatocrenata
- Tubulipora egregia
- Tubulipora eminens
- Tubulipora euroa
- Tubulipora expansa
- Tubulipora fasciculifera
- Tubulipora flabellaris
- Tubulipora fructuosa
- Tubulipora fruticosa
- Tubulipora glomerata
- Tubulipora gracillima
- Tubulipora hemiphragmata
- Tubulipora ingens
- Tubulipora liliacea
- Tubulipora lobifera
- Tubulipora lobulata
- Tubulipora lunata
- Tubulipora macella
- Tubulipora marisalbi
- Tubulipora meneghini
- Tubulipora minuta
- Tubulipora mitis
- Tubulipora murmanica
- Tubulipora mutsu
- Tubulipora nordgaardi
- Tubulipora notomala
- Tubulipora notomale
- Tubulipora pacifica
- Tubulipora parvus
- Tubulipora penicillata
- Tubulipora phalangea
- Tubulipora plumosa
- Tubulipora proteica
- Tubulipora pulcherrimoidea
- Tubulipora pulchra
- Tubulipora pyriformis
- Tubulipora radicata
- Tubulipora rugatata
- Tubulipora samuelsoni
- Tubulipora serpens
- Tubulipora similis
- Tubulipora smitti
- Tubulipora soluta
- Tubulipora spatiosa
- Tubulipora tuba
- Tubulipora tuboangusta
- Tubulipora tubolata
- Tubulipora uniformis
- Tubulipora varians
- Tubulipora ventricosa
- Tubulipora ziczac